# Brisbane Roar FC
Brisbane Roar is een professionele voetbalclub uit Brisbane, de hoofdstad van de staat Queensland, Australië. De club werd in 2005 opgericht als Queensland Roar om de staat Queensland te vertegenwoordigen in de nieuwe Australische voetbalcompetitie de A-League.
De club komt voort uit de amateurclub Queensland Lions Soccer Club die zich naast Brisbane Strikers, en 18 andere organisaties, kandidaat hadden gesteld om als een van de acht clubs in de nieuw te vormen A-League te worden toegelaten. De Lions kregen een licentie toegewezen en waren de enige vertegenwoordiger uit de staat Queensland.
Lions werd in 1957 opgericht als Hollandia Inala Soccer Club, later werd de naam gewijzigd in Brisbane Lions, onder deze naam speelde de club tot 1988 in de National Soccer League.
Op 5 mei 2009 werd de huidige naam aangenomen nadat de clubs Gold Coast United en Northern Queensland FC, beide uit ook uit de staat Queensland, ook tot de A-League werden toegelaten.
Het vrouwenteam nam vanaf de eerste editie van de W-League deel in deze competitie.

## Erelijst
- A-League

2010/11, 2011/12, 2013/14